# 鋳造砲
鋳造砲（ちゅうぞうほう）とは、15世紀から19世紀にかけて使用された鋳造製の大砲のこと。そのほとんどが前装式の一体成形式滑腔砲であるが、初期にはフランキ砲のような後装式砲も造られている。
材質は主に青銅、一部は鋳鉄が用いられた。青銅は真鍮であることもあり、慣例上それらも“青銅”と呼ばれていたが、これには特に砲金という呼び名もある。
20世紀以降、現代の大砲も基本的には鋳造によって造られているが、これを特に鋳造砲と呼ぶことは稀である。

## 歴史
鋳造砲以前の初期の大砲は、鍛造で成形した鉄板を鍛接し、鉄輪のタガをはめて再び鍛接することで筒状にして造られた。このような大砲は、強度的にも難がある上に重く扱い難く、大型化や大威力化は困難であった。こうした大砲に代わり、ヨーロッパ地域では15世紀の前半頃に鋳造製の大砲が使用されるようになる。鋳造の技術は元々は教会の鐘などを造るときに使われたものであり、そのためヨーロッパには鋳造技術に長けた職人達が数多く存在していた。鋳造で比較的均一な構造となり、より多くの火薬を使用することが出来るようになった。さらに、金属工作技術の向上が加わり、砲の初速や射程は従来の大砲を大きく上回り、砲身の寿命も百発以上耐えられるようになった。
当時の鋳造砲は主に青銅製（真鍮製）である。鉄製の鋳造砲も造られはしたが、近世までの鋳鉄技術はもろく割れやすい白鋳鉄を除外し、ねずみ鋳鉄を選択的に鋳造することは難しく、比較的信頼性のある鋳鉄製の大砲が登場するのは16世紀以降のイギリスや中国等の一部に限られた。前者は硫黄分の少ないサセックスの褐鉄鉱により偶然に、後者は経験則によるリンを含む動物の骨等を精錬時に添加することでねずみ鋳鉄を得たが、当時の中国はこれを理論や化学へ昇華することができなかった。
当時のイギリスではこの鋳鉄砲を輸出品として製造していたが、それでも青銅砲に比べ砲身が脆く、それを補う為に砲身を厚くすると重量がかさみ、青銅砲に取って代わる事はなかった。とはいえ鉄は真鍮に比べ安く、磨耗や熱にも強いため、砲身の寿命や、より強力の火薬が使える点で青銅砲より優秀であり、重量問題をある程度無視できる艦載砲や要塞砲等で運用された。その後化学の発展により鋳鉄の成分とその性質の分類、更にはそれらの選択的鋳造といった冶金の学問・技術が向上し、産業化が進んだ19世紀以降、鋳造砲はしだいに鉄製のものが使用されるようになっていった。

## 日本における鋳造砲
日本に鋳造砲が登場するのは江戸時代に入ってからのことである。イギリスやオランダによって持ち込まれた青銅砲を模造したのが始まりで、その後和製大砲が造られるようになった。